# Mandrillus leucophaeus

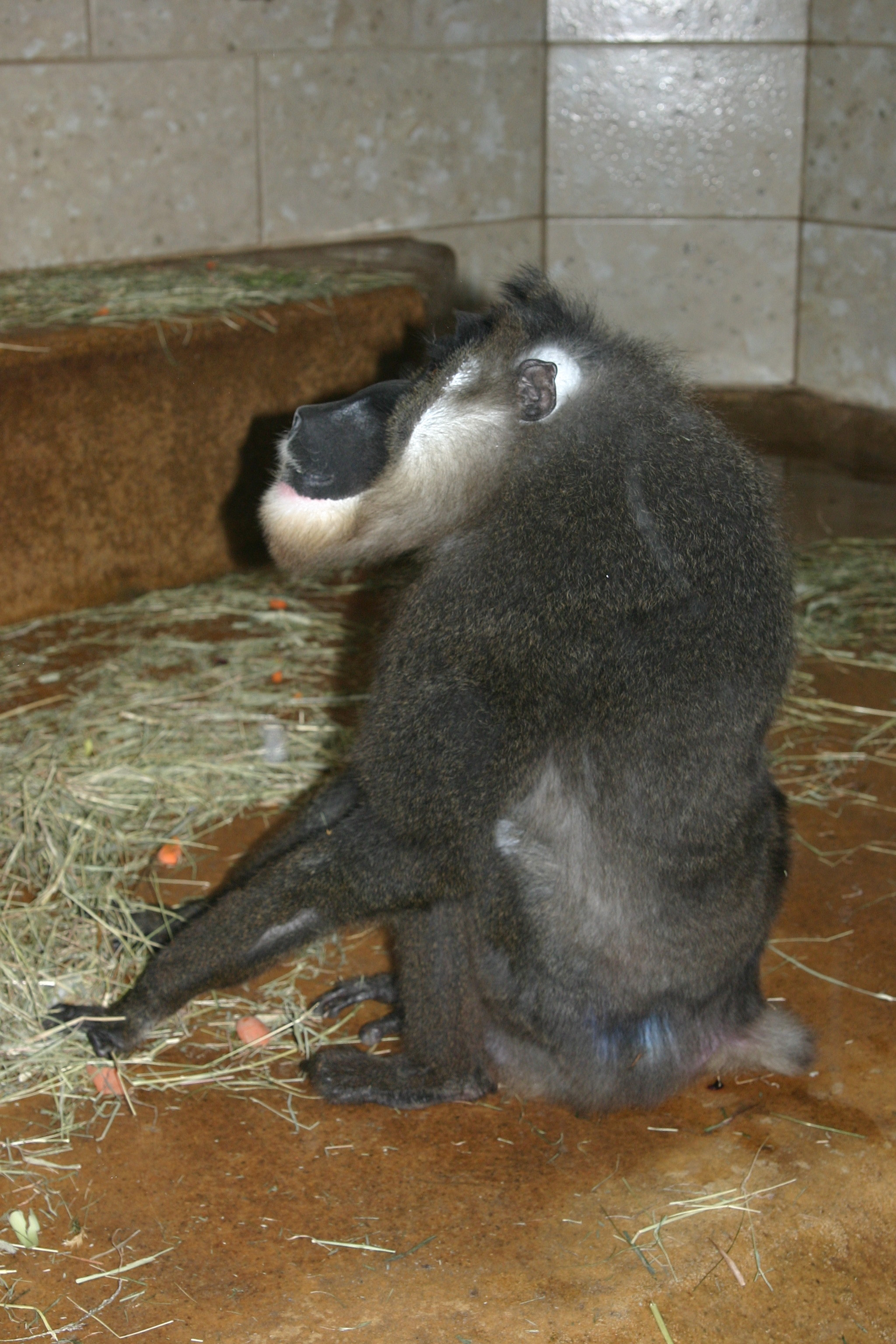
Ejemplar de Dril.

El dril o drill (Mandrillus leucophaeus) es una especie de primate catarrino de la familia Cercopithecidae similar en apariencia al mandril, pero sin la cara vivamente coloreada de este.
Se encuentra en los bosques de Camerún, Nigeria y en la isla de Bioko, en Guinea Ecuatorial. Es una de las especies de primate más amenazadas del mundo.

## Subespecies
Se han descrito las siguientes subespecies:
- Mandrillus leucophaeus leucophaeus (zona continental)
- Mandrillus leucophaeus poensis (isla de Bioko)